# Camponotus kiesenwetteri
Camponotus kiesenwetteri är en myrart som först beskrevs av Julius Roger 1859.  Camponotus kiesenwetteri ingår i släktet hästmyror, och familjen myror.

## Underarter
Arten delas in i följande underarter:
- C. k. cyprius
- C. k. kiesenwetteri
- C. k. nitidescens